# تشيلسي (فلم)
تشيلسي هو فيلم إثارة غاني صدرَ عام 2010 من إخراج موسيس إنوانغ وبطولة ماجد ميشيل وناديا بواري وجون دوميلو.

## طاقم التمثيل
- مجيد ميشي في دور سيلفستر
- بريندا بونسو في دور كاتي
- جون دوميلو في دور مارلون
- نادية بواري في دور تشيلسي
- ريسبا نيوموتسو في دور النادلة
- أمانوربيا دودوو في دور والدة تشيلسي
- روجر كوارتي في دور السائق
- جوناثان بالي شيرين في دور أب تشيلسي
- دان تي مينساه في دور جريج
- فرانك أرتوس في دور جيدون

## الاستقبال النقدي
أعطى موقعُ نوليود ريفينتد (بالإنجليزية: Nollywood Reinvented) نجمتينِ ونصف من أصل خمسة للفيلم مُوضِّحًا: «يبدو أن فيلم تشيلسي هو نسخة من الفيلم الوليوودي محبوبة الذي صدر عام 2008 من بطولة أجاي ديفجن (في شخصية ماجد)، ومانيشا كويرالا (في دور ناديا بواري) وسانجاي دوت (في دور جون دوميلو).» في المقابل، قيَّم موقع نوليود فور إيفر (بالإنجليزية: Nollywood Forever) الفيلمَ بنسبة 82% مُشيرًا إلى أن «أداء الممثلين والممثلات كان جيدًا ... الفيلمُ ممتع.»